# Michela Franco Celani
Michela Franco Celani (Trieste, 1948) è una scrittrice e traduttrice italiana.
Nata a Trieste nel 1948, ha vissuto a Catania, Torino, Milano,  Israele, prima di trasferirsi in Alto Adige e in seguito in Veneto e in Emilia Romagna.
Laureata col massimo dei voti in lingua e letteratura tedesca, ha insegnato dapprima alle scuole medie e poi in un liceo classico.
Traduttrice di prosa e lirica, ha fondato nel 1995 il Premio letterario internazionale Merano Europa. Si è poi dedicata completamente alla letteratura, pubblicando il suo primo romanzo Ucciderò mia madre con Salani e poi il best seller La stanza dell'orso e dell'ape con Mursia, più di 100 000 copie vendute. In seguito ha pubblicato La casa dei giorni dispersi e il romanzo umoristico Mai dire ormai, storie di donne in crisi. Il suo ultimo lavoro s'intitola Voglia di abbracci, ancora con Mursia, storia vera di una madre coraggio.
Ha contribuito con editoriali di cultura e costume a varie testate giornalistiche.
| Controllo di autorità | VIAF (EN) 262635088 · ISNI (EN) 0000 0003 5547 947X · SBN MODV337204 · LCCN (EN) n2011025075 |